# Rick McCallum

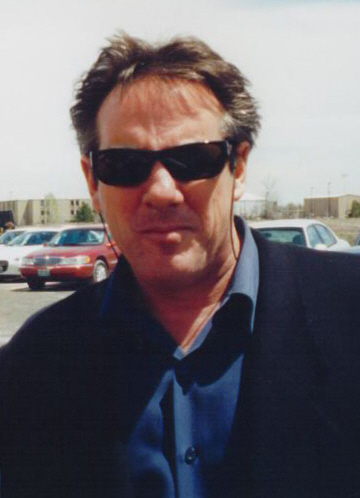
McCallum na primeira Star Wars Celebration.

Richard "Rick" McCallum (nascido em 22 de agosto de 1954) é um produtor de cinema ameircano-alemão. Ele é mais conhecido por seu trabalho em The Young Indiana Jones Chronicles e nas edições especiais da trilogia original de Star Wars e trilogia prequela. Além de suas longas colaborações com George Lucas e Dennis Potter.

## Carreira inicial e colaboração com Dennis Potter
A carreira de McCallum na produção começou com Pennies from Heaven (1981), a versão cinematográfica da série da BBC, dirigido por Herbert Ross e escrito por Dennis Potter. Após o fracasso comercial do filme, Potter chamou McCallum para trabalhar na Inglaterra. Durante os anos 80, o trabalho de McCallum com Potter incluiu:Dreamchild (1985), a visão de Potter sobre As Aventuras de Alice nos País das Maravilhas, que foi indicado a dois prêmios BAFTA, e Track 29 dirigido por Nicolas Roeg; como produtor executivo da série da BBC, The Singing Detective; e em 1989, da série de Potter Blackeyes.
McCallum também produziu filmes com outros cineastas no época, como David Hare (Strapless); Neil Simon (I Ought to Be in Pictures); Harvey Fierstein, que recebeu dois CableACE Awards pelo filme da HBO, Tidy Endings; e Castaway de Nicolas Roeg. McCallum também produziu um clipe musical para os Rolling Stones, Undercover of the Night, dirigido por Julien Temple.

## Colaboração com George Lucas
Foi no set de Dreamchild que McCallum conheceu o criador de Star Wars, George Lucas.

### The Young Indiana Jones Chronicles
Vários anos após terem se conhecido, Lucas preparava um programa de televisão do Indiana Jones, The Young Indiana Jones Chronicles, e chamou McCallum para produzir a série ambiciosa, que era para ser filmada em 35 países. Focando-se nos primeiros anos de Indiana Jones – incluiu alta cinematografia, ênfase em contar histórias e personagens, e uma promessa tentadora de novas aventuras a cada semana– McCallum atraiu uma lista de famosos escritores e atores para se juntar a equipe da série. Os diretores que McCallum trabalhou na série foram Bille August, Nicolas Roeg, David Hare, Mike Newell, Deepa Mehta, Terry Jones, Simon Wincer, e Carl Schultz. Durante a exibição de Young Indiana, a Academy of Television Arts & Sciences honorou Young Indiana Jones com 12 Emmy Awards de 27 nomeações. A série foi lançada em DVD em 2007, e McCallum serviu como produtor executivo de 94 aclamados documentários que acompanha os episódios e explica a produção deles.

### Star Wars

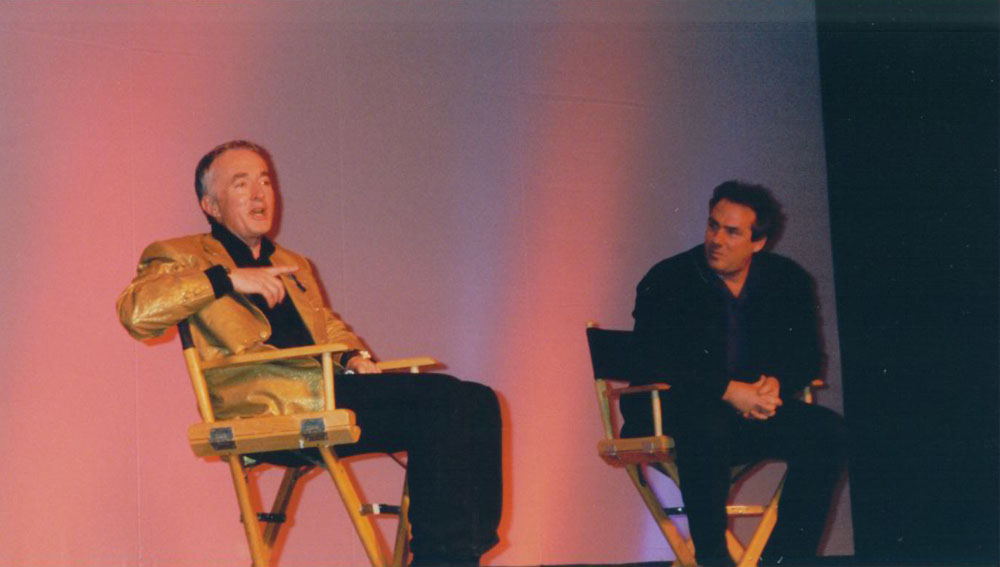
Anthony Daniels e Rick McCallum na Star Wars Celebration

Quando Young Indiana Jones terminou, McCallum produziu Radioland Murders (1994), que Lucas serviu como produtor executivo. Durante a produção, Lucas disse a McCallum os seus planos de realizar uma nova trilogia de Star Wars. Para testar a nascente tecnologia digital, McCallum produziu versões revisadas de Star Wars, O Império Contra-Ataca, e Return of the Jedi – lançados em 1997 como edições especiais. 
McCallum produziu todos os três filmes seguintes, escritos e dirigidos por Lucas: Star Wars Episódio I: A Ameaça Fantasma (1999), Star Wars Episódio II: Ataque dos Clones (2002) e Star Wars Episódio III: A Vingança dos Sith (2005).
As prequelas de Star Wars inauguraram uma nova era de cinematografia digital, e McCallum teve um papel importante no desenvolvimento. 

### Red Tails
McCallum foi um dos produtores de Red Tails, um filme de ação-aventura que Lucas foi o produtor exceutivo, que honra o esquadrado da Segunda Guerra Mundial, Tuskegee Airmen.  

### Saída da Lucasfilm
Após a Lucasfilm ser comprada pela Walt Disney Company, em 31 de outubro de 2012, em um podcast no ForceCast.net, Steve Sansweet da Lucasfilm disse que "Rick havia se retirado". Não foi dito como isto afetaria os planos de uma série em live-action de Star Wars que McCallum estava envolvido.

## Carreira após deixar a Lucasfilm
McCallum se mudou para Praga na República Checa. Sua empresa com sede em Praga, United Films, desenvolve projetos e fornece servições de produções para filmes checos e europeus. Filmes que McCallum tem desenvolvido incluem R'ha, longa de ficção científica baseado num curta-metragem, dirigido por Kaleb Lechowski e roteiro de Matthew Graham; In the Fog, um filme da Segunda Guerra do diretor ucraniano Sergei Loznitsa; So Far So Good (Zatím dobrý), baseado no romance de Jan Novák sobre os irmãos Josef e Ctirad Mašín; e (como produtor executivo) A Long Way Home, dirigido por Paki Smith e escrito por Alex Rose.

## Vida pessoal
A mãe de McCallum, a fotografá Pat York, é casada com o ator
Michael York. Seu pai, Roy Alwood McCallum, foi um piloto militar dos EUA.
A filha de McCallum, Olivia 'Mousy' McCallum, também trabalha na indústria do cinema.